# Catharanthus-Alkaloide

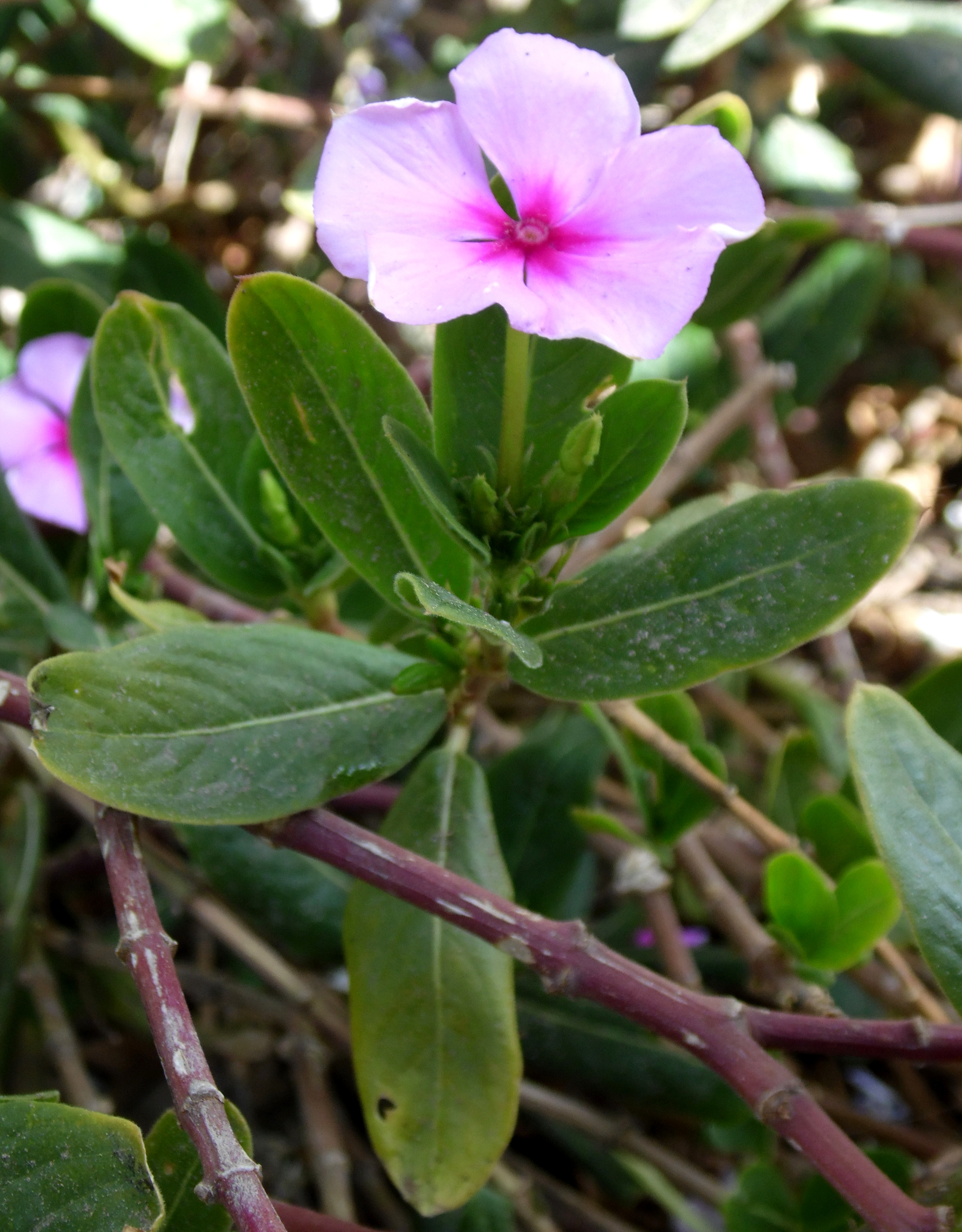
Rosafarbene Catharanthe (Catharanthus roseus)

Catharanthus-Alkaloide sind Naturstoffe des Indol-Alkaloid-Typs. Sie lassen sich z. B. aus dem auf Madagaskar beheimateten Strauch Rosafarbene Catharanthe (Catharanthus roseus) extraktiv gewinnen.

## Vorkommen
In Catharanthus roseus (früher Vinca rosea), einem auf Madagaskar beheimateten Strauch.

## Vertreter
Es sind bisher über 70 Catharanthus-Alkaloide aus dem Strauch Catharanthus roseus isoliert worden. Die Hauptalkaloide der Pflanze sind Catharanthin und Vindolin.
Die kommerziell wichtigsten Catharanthus-Alkaloide sind Vinblastin und Vincristin, die durch Verknüpfung von Catharanthin- und Vindolin-Derivaten entstehen.

Catharanthin
Vinblastin
Vincristin
Vindolin

## Eigenschaften
Catharanthin wirkt blutzuckersenkend und harntreibend. Vincamin wird bei Durchblutungsstörungen des Gehirns eingesetzt. Vinblastin wirkt als Mitose-Hemmer und inhibiert die DNA-Polymerase. Vincristin ist ebenfalls Mitose-hemmend und stört zudem die RNA-Synthese (Transkription). Weiterhin dienen Vinblastin und Vincristin zur Behandlung von Leukämie und weiteren Krebsformen sowie der Hodgkin’schen Krankheit.